# Jarkko Määttä
Jarkko Mikael Määttä [mæːt:æ] (* 28. Dezember 1994 in Iisalmi) ist ein finnischer Skispringer.

## Werdegang
Sein internationales Debüt feierte Jarkko Määttä am 26. Januar 2008 beim FIS Cup im heimischen Kuopio mit dem 32. Rang. Beim zweiten Springen konnte er sich auf dem 18. Platz einreihen. Im Sommer 2008 empfahl er sich durch einen vierten Rang beim FIS-Jugendspringen in Hinterzarten für den Continental Cup, wo er zum ersten Mal im finnischen Rovaniemi an den Start ging. Ein Jahr später sammelte der Springer vom Kainuun Hiihtoseura als 29. in Wisła seine ersten Punkte im Continental Cup. Bei den Nordischen Junioren-Skiweltmeisterschaften 2010 in Hinterzarten belegte er den 25. Platz im Einzel- und den vierten Platz im Mannschaftswettbewerb.
Zum Saisonauftakt der Wintersaison 2010/11 in Kuusamo feierte der Finne dann sein Weltcup-Debüt. Mit dem 34. Rang in der Qualifikation durfte er zwar am Wettkampf teilnehmen, erreichte dann jedoch als 47. nicht das Finale der besten 30. Auch bei einem weiteren Einsatz, eine Woche später, in Kuopio konnte Määttä nicht überzeugen. Im Continental Cup sammelte er hingegen weitere Punkte, wenn es auch noch nicht zu den ganz großen Erfolgen reichte. Bei den Nordischen Junioren-Skiweltmeisterschaften 2011 im estnischen Otepää belegte er den 32. Platz im Einzel- und den siebten Platz im Mannschaftswettbewerb.
Beim Europäischen Olympischen Winter-Jugendfestival 2011 in Liberec im Februar 2011 folgte dann der erste Achtungserfolg seiner Karriere. Im Einzelspringen gewann er mit großem Vorsprung inklusive Schanzenrekord (107 Meter) und darüber hinaus konnte er sich mit der Mannschaft die Silbermedaille sichern. Wenige Wochen später erreichte er dann beim Continental Cup in Kuopio das erste COC-Podium und empfahl sich damit erneut für einen Weltcup-Einsatz in Lahti. Bei diesem überraschte er zunächst mit dem zweiten Rang der Qualifikation. Im Wettkampf sammelte er dann als 30. seinen ersten Weltcuppunkt. Eine bessere Platzierung blieb ihm verwehrt, nachdem er im zweiten Durchgang gestürzt war.
Im Frühjahr 2011 gewann Jarkko Määttä bei den finnischen Meisterschaften von der Großschanze die Silbermedaille hinter Olli Muotka.
Am 17. Juli 2011 gab Määttä in Wisła im Rahmen der Polen-Tour sein Debüt im Sommer-Grand-Prix. Als 41. konnte er aber noch keine Punkte holen. Dies gelang ihm nur drei Tage später in Szczyrk mit Rang 26. In der Weltcup-Saison 2011/12 konnte er keine Punkte holen, sein bestes Ergebnis blieb Platz 40 in Val di Fiemme. Bei den Nordischen Junioren-Skiweltmeisterschaften 2012 in Erzurum belegte er den 19. Platz im Einzel- und den siebten Platz im Mannschaftswettbewerb.
Bei den Finnischen Sommermeisterschaften 2012 wiederholte er seinen Erfolg aus dem Vorjahr und wurde – nun hinter Janne Happonen – erneut Zweiter. In der Saison 2012/13 konnte er weder Grand-Prix-Punkte noch Weltcup-Punkte holen. Im Grand Prix kam er nicht über zwei 44. Plätze hinaus. Im Weltcup blieb es bei einem Einsatz in einem Mannschaftswettbewerb in Zakopane, für einen Einzelwettbewerb konnte er sich nicht qualifizieren. Bei den Nordischen Junioren-Skiweltmeisterschaften 2013 in Liberec belegte er den 27. Platz im Einzel- und den achten Platz im Mannschaftswettbewerb.
Am 4. August 2013 entschied Määttä zum ersten Mal einen COC-Wettbewerb für sich. Beim Sommer-Springen in Kuopio gewann er vor Jernej Damjan und Čestmír Kožíšek. Beim Weltcup-Springen in Kuusamo wurde er 26. und damit gelang es ihm nach zwei punktlosen Saisons wieder, unter die besten 30 zu springen und Punkte zu holen. Dies konnte er im Laufe der Saison noch mehrere Male wiederholten. Bei der Vierschanzentournee 2013/14 erreichte er in Innsbruck sogar als Neunter seine erste Top-Ten-Platzierung. Bei den Nordischen Junioren-Skiweltmeisterschaften 2014 im italienischen Val di Fiemme belegte er den siebten Platz im Einzel- und den vierten Platz im Mannschaftswettbewerb, was somit seine erfolgreichste und zugleich letzte Teilnahme bei Junioren-Weltmeisterschaften war. Eine Woche später nahm er an den Olympischen Winterspielen im russischen Sotschi teil. Bei den beiden Einzelwettbewerben überstand er die Qualifikation, erreichte aber weder als 33. von der Normalschanze noch als 43. von der Großschanze den Finaldurchgang. Mit der finnischen Mannschaft belegte er den achten Platz.
Am 12. Dezember 2014 gewann Määttä die Qualifikation für das Weltcup-Springen in Nischni Tagil und ließ dabei etablierte Athleten wie Jan Matura und Robert Kranjec hinter sich. Bei den unmittelbar darauffolgenden Wettbewerben am 13. und 14. Dezember erreichte er beide mal die Punkte und beging damit sein bis dahin erfolgreichstes Weltcup-Wochenende. Im Februar 2015 nahm Määttä in Falun erstmals an den Nordischen Skiweltmeisterschaften teil. Im Einzelwettbewerb von der Normalschanze belegte er den 34. Rang und von der Großschanze den 22. Rang. Im Mixed-Teamwettbewerb wurde er mit der finnischen Mannschaft Zehnter und mit der Mannschaft auf der Großschanze Neunter. Am 8. März 2015 konnte er in Lahti seine beste Einzel-Weltcupplatzierung auf Rang acht verbessern. Den Gesamtweltcup 2014/15 beendete er mit 151 Punkten als 32., was bis dahin sein bestes Ergebnis war. Am 28. März 2015 wurde er Finnischer Meister von der Großschanze in Ruka.
Während der Sommer-Saison 2015 erreichte er zwei Top-Ten-Platzierungen im Grand Prix. Sein bestes Ergebnis war dabei Rang vier in Hakuba. Mit 156 Punkten wurde er 15. in der Grand-Prix-Gesamtwertung. Am 20. November 2016 gewann Määttä die Finnischen Meisterschaften 2016 auf der Normalschanze vor Lauri Asikainen und Janne Korhonen. An die Ergebnisse des Sommers sowie die der vorherigen Weltcup-Saison konnte er im Winter nicht anknüpfen. Seine beste Einzel-Platzierung im Weltcup blieb ein 46. Rang, womit er keinen Weltcuppunkt holte.
Am 20. August 2016 gewann Määttä den zweiten COC-Wettbewerb seiner Karriere. Wie bereits bei seinem ersten Triumph drei Jahre zuvor war es ein Mattenspringen in Kuopio. Bei den Nordischen Skiweltmeisterschaften 2017 in Lahti belegte er im Einzelwettbewerb auf der Normalschanze den 35. Rang und auf der Großschanze den 27. Rang. Mit der finnischen Mannschaft wurde er Sechster auf der Großschanze. Für den Mixed-Teamwettbewerb wurde er nicht nominiert.
Im Februar 2018 nahm er an den Olympischen Winterspielen in Pyeongchang teil. Er wurde für zwei von drei Wettbewerben nominiert. Im Einzelwettbewerb auf der Großschanze belegte er den 37. Rang und mit der finnischen Mannschaft wurde er auf der Großschanze Achter.
Bei den Weltmeisterschaften 2019 in Seefeld in Tirol wurde er 19. von der Normal- und 50. und Letzter von der Großschanze. Mit der finnischen Männermannschaft belegte er den zehnten und mit der Mixed-Mannschaft den elften Rang.

## Erfolge

### Continental-Cup-Siege im Einzel
| Nr. | Datum           | Ort    | Typ         |
| --- | --------------- | ------ | ----------- |
| 1.  | 4. August 2013  | Kuopio | Großschanze |
| 2.  | 20. August 2016 | Kuopio | Großschanze |

## Statistik

### Weltcup-Platzierungen
| Saison  | Platz | Punkte |
| ------- | ----- | ------ |
| 2010/11 | 82.   | 001    |
| 2013/14 | 56.   | 061    |
| 2014/15 | 32.   | 151    |
| 2016/17 | 50.   | 024    |
| 2018/19 | 73.   | 002    |
| 2020/21 | 71.   | 003    |

### Grand-Prix-Platzierungen
| Saison | Platz | Punkte |
| ------ | ----- | ------ |
| 2011   | 80.   | 005    |
| 2015   | 15.   | 156    |
| 2016   | 43.   | 064    |
| 2017   | 67.   | 012    |